# 발레리 가자예프
발레리 게오르기예비치 가자예프(러시아어: Валерий Георгиевич Газзаев, 오세트어: Гæззаты Георгийы фырт Валери, 1954년 8월 7일 ~ )는 소련과 러시아의 전직 축구 선수 겸 축구 감독으로 오세트인이다. 선수 시절 포지션은 공격수였다.

## 경력
스파르타크 오르조니키제(나중에 알라니야 블라디캅카스로 이름을 바꿈)와 SKA 로스토프나도누, 로코모티프 모스크바, 디나모 모스크바, 디나모 트빌리시 소속으로 뛰었으며 소비에트 톱 리그에서 283경기에 출전하는 동안 89득점을 기록했다. 1984년 디나모 모스크바의 소비에트 컵 우승에 공헌했고 UEFA 컵위너스컵 1984–85에서 득점왕에 올랐다.
1976년 소비에트 연방 U-23 대표로 출전했으며 소비에트 연방의 유럽 U-21 축구 선수권 대회 2회 우승(1976, 1980)에 공헌했다. 1980년 하계 올림픽에서 소비에트 연방의 동메달 획득에 공헌했고 소련 축구 국가대표팀에서 8경기에 출전하는 동안 4득점을 기록했다.
1986년 현역 은퇴와 함께 디나모 모스크바 청소년 팀의 감독을 맡은 이래 많은 프로 클럽에서 감독을 맡았으며 1995년 알라니야 블라디캅카스의 러시아 리그 우승에 공헌했다. CSKA 모스크바의 감독을 맡는 동안 팀의 러시아 프리미어리그 3회 우승(2003, 2005, 2006)과 러시아 컵 3회 우승(2002, 2005, 2006), UEFA컵 1회(2004-05) 우승에 공헌했다. 2011년부터 2014년까지 알라니야 블라디캅카스 회장을 역임했다.

## 수상 및 수여

### 선수
SKA 로스토프나도누
- 소비에트 1부 리그 준우승 1회 (1974)

디나모 모스크바
- 소비에트 톱 리그 우승 1회 (1976)
- 소비에트 컵 우승 2회 (1977, 1984)
- 소비에트 슈퍼컵 우승 1회 (1977)
- 바르셀로나 트로피 우승 1회 (1976)

### 감독
알라니야 블라디캅카스
- 러시아 리그 우승 1회 (1995)

CSKA 모스크바
- 러시아 프리미어리그 우승 3회 (2003, 2005, 2006)
- 러시아 컵 우승 3회 (2002, 2005, 2006)
- 러시아 슈퍼컵 우승 3회 (2004, 2006, 2007)
- UEFA컵 우승 1회 (2004–05)

디나모 키예프
- 우크라이나 슈퍼컵 우승 1회 (2009)

## 사진

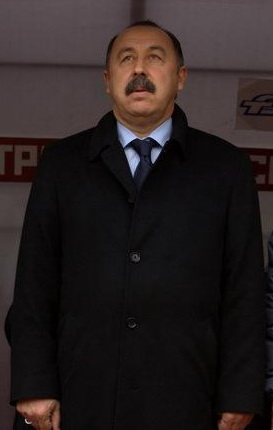
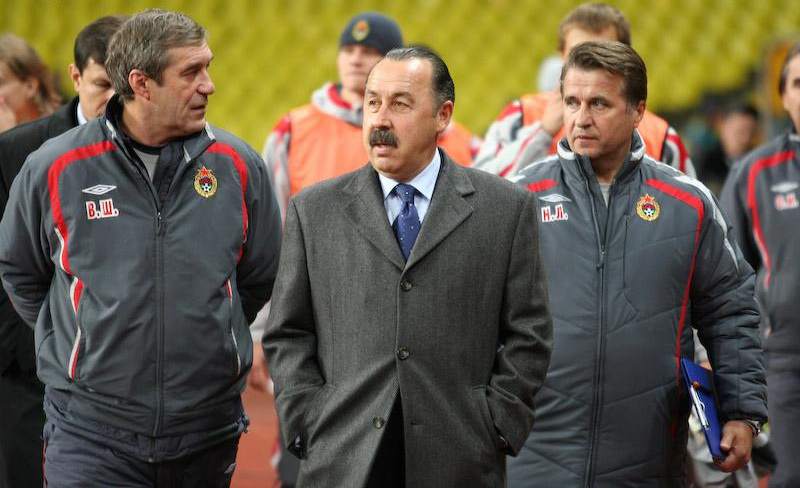

### 개인
- 러시아 우호훈장
- 러시아 명예훈장